# SN 2010jh
SN 2010jh – supernowa odkryta 12 października 2010 roku w galaktyce A223516-2141. W momencie odkrycia miała maksymalną jasność 16,70m.